# Regeringen Reinfeldt
Regeringen Reinfeldt var Sveriges koalitionsregering mellem 2006 og 2014. Indtil 2010 var det en flertalsregering, derefter blev det en mindretalsregering. 
Ved rigsdagsvalget den 17. september 2006 vandt de fire partier i Alliance for Sverige 20 mandater fra de rød-grønne partier. Derved fik Alliancen 178 af Riksdagens 349 pladser, og Fredrik Reinfeldt kunne danne regering den 6. oktober 2006.

## Flertalsregeringen
Efter valget i 2006 havde Moderaterne 97 af 349 sæder (26.1%) i Riksdagen, og partiets leder Fredrik Reinfeldt blev statsminister. 
Centerpartiet fik 29 af 349 sæder (7.9%). Partiets leder Maud Olofsson blev vicestatsminister (2006 – 2010) samt erhvervs- og energiminister (2006 – 2011).
Folkpartiet fik 28 af 349 sæder (7.5%). Partiets leder Lars Leijonborg blev uddannelsesminister (2006–2007). 
Leijonborg afgik som partileder i 2007 og blev derefter viceuddannelsesminister (dvs. forskningsminister) i 2007–2009. Folkpartiets nye partileder (Jan Björklund) var skoleminister (2006–2007),¨uddannelsesminister (2007–2014) og vicestatsminister (2010 – 2014).
Kristendemokraterne (Sverige) fik 24 af 349 sæder (6.6%). Deres leder Göran Hägglund blev socialminister (2006–2014).

## Mindretalsregeringen
Ved rigsdagsvalget i 2010 tabte Alliance for Sverige seks mandater til Sverigedemokraterna og mistede dermed sit flertal. Der var imidlertid ikke noget flertal imod regeringen, og den valgte at fortsætte som mindretalsregering i de næste fire år.
I september 2011 forlod Maud Olofsson svensk politik. Annie Lööf, der valgtes som Centerpartiets nye leder, blev erhvervs- og regionsminister.

## Andre ministre
- Tidligere statsminister Carl Bildt (moderat) var udenrigsminister fra 2006 til 2014.
- Senere EU- kommissær Cecilia Malmström (Folkpartiet) var Sveriges EU-minister fra 2006 til 2010.
- Tidligere skoleminister Beatrice Ask (moderat) var justitsminister fra 2006 til 2014.
- Maria Borelius (moderat) var kortvarigt handelsminister (6. oktober–14. oktober 2006). Hun er én af de svenske ministre, der har siddet i kortest tid.
- Sten Tolgfors (moderat), handelsminister 24. oktober 2006–12. september 2007, forsvarsminister 2007–2012.
- Anders Borg (moderat) var finansminister fra 2006 til 2014.
- Cecilia Stegö Chilò (moderat) var kortvarigt samfundsminister samt kultur- og idrætsminister (6. oktober–16. oktober 2006). Hun er én af de svenske ministre, der har siddet i kortest tid.
- Lena Adelsohn Liljeroth (moderat) var kultur- og idrætsminister 24. oktober 2006–2. oktober 2014. Desuden var hun samfundsminister fra 2006 til 2010.

## Regeringens afgang
Ved rigsdagsvalget den 14. september 2014 tabte regeringen 30 mandater og havde dermed kun 142 stemmer mod de rød-grønne partiers 158 stemmer. Desuden fik Sverigedemokraterna 49 mandater.
Der kunne ikke dannes en flertalsregering. Den 3. oktober 2014 blev Regeringen Reinfeldt afløst af Regeringen Löfven I, der er en mindretalsregering, som består af Socialdemokraterne og Miljöpartiet de Gröna.   